# Ашмуникаль
Ашмуникаль — хеттская царица (таваннанна) XIV века до н. э., жена Арнуванды I, бабушка Суппилулиумы I.
Как и все царицы Нового царства, Ашмуникаль носила хурритское имя, производное от имени богини Нингаль.
Ашмуникаль была дочерью Тудхалии II и царицы Никалмати, вышла замуж за Арнуванду (предположительно, брата по отцу), который позже стал правителем. Известны двое царевичей, рождённых в этом браке — Ашми-Шаррума и будущий царь Тудхалия III. В одной из молитв Ашмуникаль называется «великой царицей». В сложный для империи период в этих молитвах отражены просьбы остановить набеги касков на северные рубежи государства. Ашмункаль занимала высокое положение и пользовалась своим влиянием, полученным благодаря своей матери, как единственной наследнице из династии Древнего царства, подписывала почти все документы наравне с царём. В хеттской истории лишь две царицы — Пудухепа и Ашмуникаль — упоминаются в документах того периода столь часто.

Ашмуникаль умерла приблизительно в 1360 году до н. э. Её место в качестве регентши заняла невестка Дадухепа.
- Молитвы Арнуванде и Ашмуникаль, XIV век до н.э. Стамбульский археологический музей
- Сведения о подарках Арнуванды и Ашмуникаль. Хаттуса. Стамбульский археологический музей